# Orsonwelles calx
Espèce
Orsonwelles calx est une espèce d'araignées aranéomorphes de la famille des Linyphiidae.

## Distribution
Cette espèce est endémique de Kauai à Hawaï,.

## Description
Les mâles mesurent de 6,56 à 10,97 mm et les femelles de 8,37 à 11,04 mm.

## Publication originale
- Hormiga, 2002 : Orsonwelles, a new genus of giant linyphiid spiders (Araneae) from the Hawaiian Islands. Invertebrate Systematics, vol. 16, p. 369-448 (texte intégral).